# 三善康連
三善 康連（みよし の やすつら、建久4年（1193年） - 康元元年10月3日（1256年10月22日））は、鎌倉時代前期の鎌倉幕府御家人・法曹官僚。三善康信の子。幼名は牛熊。通称は七郎。三善氏系太田氏の祖。兄に康俊・行倫がいる。

## 生涯
建久4年（1193年）、三善康信の子として誕生した。
律令などの法制に通じて早くから甥の康持・倫重らとともに重んじられた。父から備後国世羅郡太田荘の半分の地頭職を譲られ、同荘桑原方（現在の広島県世羅町）を所領する。貞応2年（1223年）4月に玄蕃允に任じられる。
嘉禄元年（1225年）に評定衆が設置された際にその一員となる。貞永元年（1225年）に執権北条泰時の命を受け、御成敗式目の条文制定の中心人物の一人として携わった（『吾妻鏡』より）。天福元年（1233年）12月に賀茂社修造の功績によって民部大丞に任じられ、更に従五位下に叙せられる。このため、「民部大夫」と呼ばれた。嘉禎元年（1235年）に阿波守に任じられる。寛元4年（1246年）の宮騒動で甥の康持が失脚したために、同年8月に替わって問注所執事（第4代）に任じられて、死の直前の康元元年9月28日まで務めた。
康元元年（1256年）、死去。享年64（『吾妻鏡』による。『関東評定衆伝』では65とする）。